# Гутоп, Юрий Вадимович
Юрий Вадимович Гутоп (17 января 1936 — 10 февраля 2006) — советский и российский шахматист, мастер спорта СССР (1961), международный мастер ИКЧФ (1992).
Участник нескольких чемпионатов Москвы, серебряный призёр чемпионата 1977 года. Участник чемпионатов ЦС ДСО «Буревестник». Призер чемпионатов ЦС ДСО «Динамо» и «Труд».
Главного спортивного успеха добился в игре по переписке. В 1987 г. стал победителем 8-го командного чемпионата СССР по переписке (показал лучший результат на 6-й доске, набрав 12 очков из 16 возможных).
Занимался шахматами с 1949 г. Начинал в шахматной секции Дома пионеров Фрунзенского района у тренера Ю. М. Зражевского.
Выпускник физического факультета МГУ 1959 г.

## Спортивные результаты
| Год                       | Город                                                    | Соревнование                                             | +  | − | = | Результат | Место                                 |
| ------------------------- | -------------------------------------------------------- | -------------------------------------------------------- | -- | - | - | --------- | ------------------------------------- |
| 1976                      | Москва                                                   | Чемпионат Москвы                                         |    |   |   |           | [ 5 ]                                 |
| 1977                      | Москва                                                   | 55-й чемпионат Москвы                                    | 8  | 3 | 4 | 10 из 15  | 2 (2—3)                               |
| 1978                      | Москва                                                   | Чемпионат Москвы                                         |    |   |   |           | [ 9 ]                                 |
| 1980                      | Москва                                                   | Чемпионат Москвы                                         |    |   |   |           | [ 10 ]                                |
| СОРЕВНОВАНИЯ ПО ПЕРЕПИСКЕ |                                                          |                                                          |    |   |   |           |                                       |
| 1982—1984                 | 7-й командный чемпионат СССР (сборная Москвы, 6-я доска) | 7-й командный чемпионат СССР (сборная Москвы, 6-я доска) | 11 | 1 | 4 | 13 из 16  | 1-е место на доске                    |
| 1984—1987                 | 8-й командный чемпионат СССР (сборная Москвы, 6-я доска) | 8-й командный чемпионат СССР (сборная Москвы, 6-я доска) |    |   |   | 12 из 16  | Команда — чемпион, 1-е место на доске |